# Centrochelys sulcata
La tortuga de espolones africana (Centrochelys sulcata) es una especie de tortuga criptodira de la familia Testudinidae y único miembro del género Centrochelys. Habitaba buena parte del territorio en el borde sur del desierto del Sáhara, en el Sahel, y que actualmente casi sólo sobrevive dentro de parques nacionales y reservas de fauna. Está amenazada en su hábitat debido al proceso de urbanización de su hábitat, la desertización, la agricultura, las pasturas, así como por el uso de su carne en la alimentación local y por la medicina tradicional.
Por su tamaño es la tercera mayor tortuga terrestre del mundo, y la mayor de las continentales (no originarias de archipiélagos).

## Taxonomía y etimología
El nombre genérico resulta de una combinación de los términos griegos geo (γαια), que significa "tierra", y chelone (χελώνη), que significa "tortuga". El nombre específico "sulcata" deriva de la palabra latina sulcus, que significa "surco, arruga" haciendo referencia a los surcos que aparecen en las escamas del caparazón de la tortuga.

## Distribución y hábitat

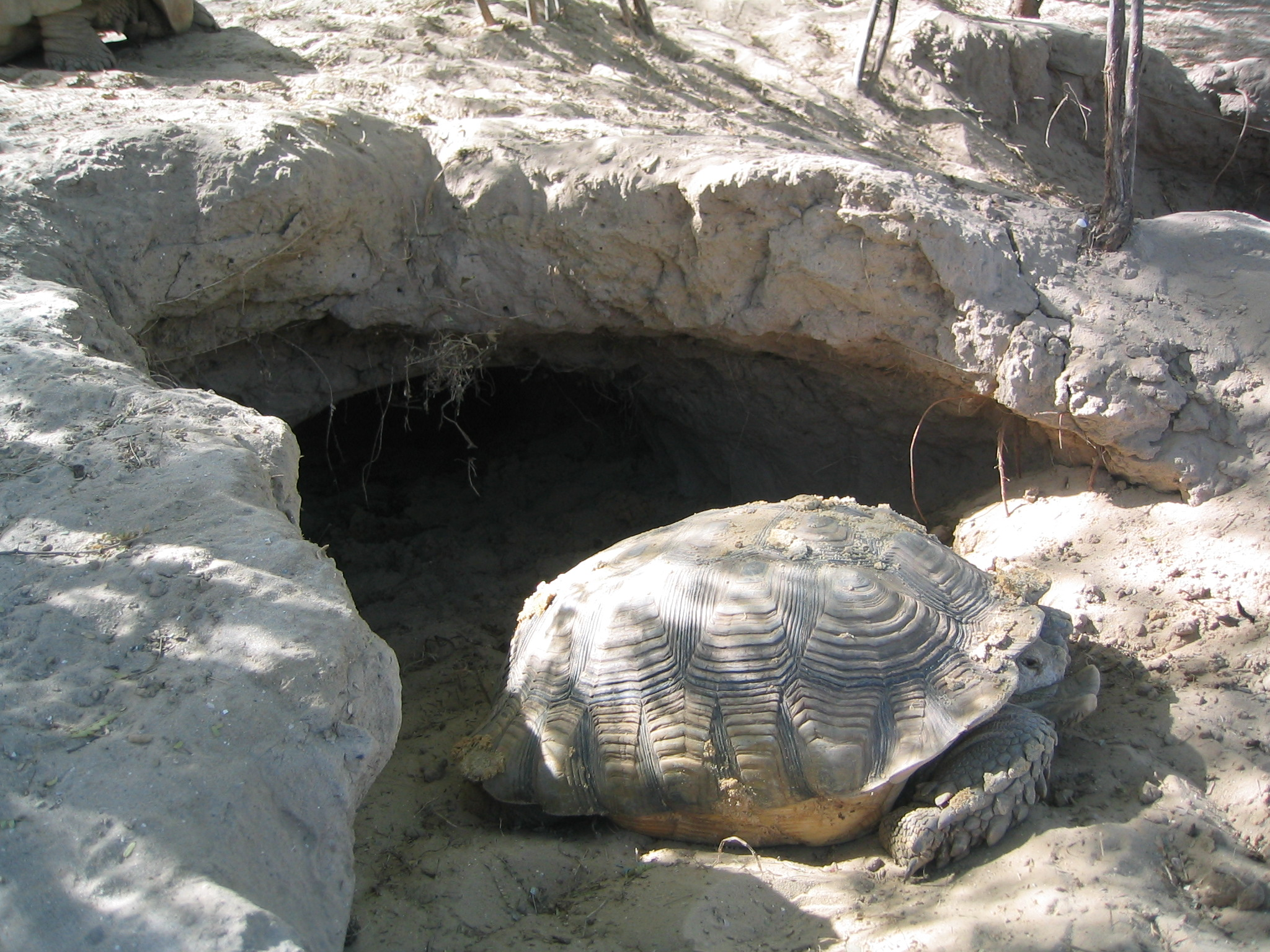
C. sulcata saliendo de su refugio.

Geochelone sulcata es una especie afrotropical del Sahel, se distribuye por Etiopía, Malí, Chad, Mauritania, Níger, Senegal y Sudán. Vive en las sabanas, los bosques de acacias, y en zonas áridas y secas. La temperatura de su ambiente es constante y es de alrededor de 30-31 °C en las áreas más calientes y 22 °C en las zonas más frías. Las bajas temperaturas y la alta humedad pueden causarle enfermedades respiratorias. Su metabolismo está muy adaptado a la conservación de agua, que obtiene principalmente de la vegetación. Durante las horas más cálidas excava madrigueras para defenderse del calor.

## Morfología
Es la mayor tortuga nativa del continente africano. Después de las tortugas gigantes de las Galápagos (Chelonoidis nigra) y de la de Aldabra (Aldabrachelys gigantea) es la tortuga más grande del mundo. Tiene un caparazón de hasta 85 cm de largo y puede pesar hasta 100 kg en los machos. Tiene un pico robusto frontal con el que es capaz de derribar los obstáculos, incluso de un cierto tamaño. El espaldar es de color marrón claro que oscurece en los márgenes de las placas. La piel es de color marrón claro y las patas están protegidas por fuertes escamas muy pronunciadas. La tortuga de espolones africana debe su nombre por tener dos grandes espolones en la cara posterior de la región femoral.

## Dimorfismo sexual
La diferenciación de machos y hembras (dimorfismo sexual) se efectúa por la vía de los caracteres sexuales secundarios. Los machos son más grandes que las hembras, tienen el plastrón más cóncavo y la cola es más grande, larga, robusta y gruesa en su base. Además en los machos las placas anales del plastrón forman un ángulo más amplio. El plastrón de las hembras y de los ejemplares jóvenes y subadultos es plano.

## Reproducción
Geochelone sulcata llega a la madurez sexual cuando su caparazón mide aproximadamente 35-40 cm de diámetro. Estas tortugas son especialmente agresivas durante la época de reproducción. El apareamiento es preferiblemente después de la temporada de lluvias. Los machos chocan entre sí y las peleas a menudo terminan con heridas sangrantes. El macho persigue a la hembra con golpes en su caparazón hasta que logra hacer la cópula, y emite un fuerte sonido que se puede oír a mucha distancia. Algún tiempo después del apareamiento, la hembra se vuelve cada vez más inquieta hasta otoño, cuando comienza a cavar un hoyo en un terreno suave de unos 60 cm de diámetro y 10-15 cm de profundidad para depositar sus huevos, que tardan alrededor de 80 a 180 días a eclosionar. Esta actividad puede durar hasta 5 horas. Para garantizar la humedad adecuada de los huevos (50%), antes de iniciar la deposición, orina en el nido. 

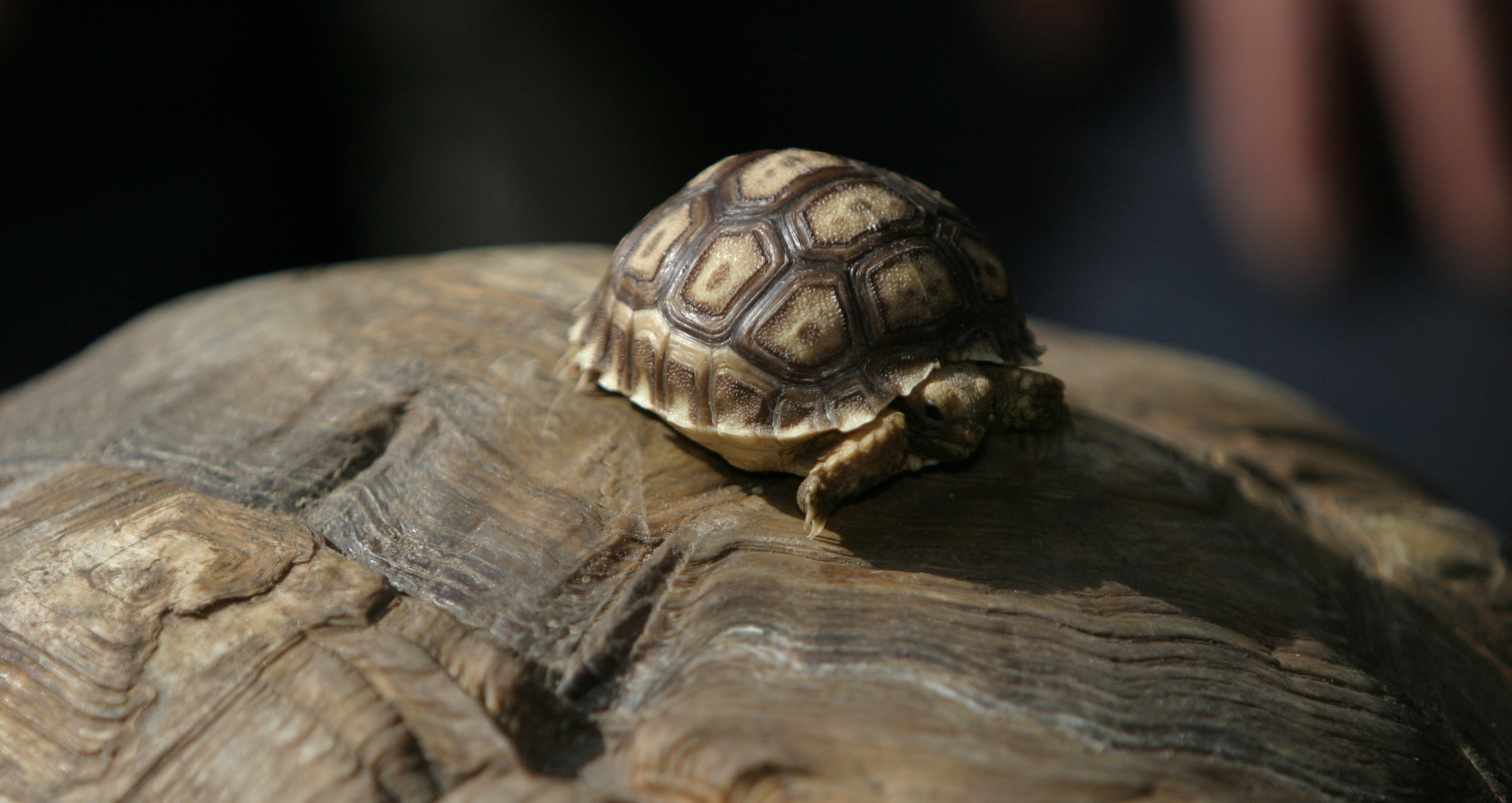
Cría de G. sulcata.

La reproducción en cautividad es relativamente fácil. Es necesario proporcionar a la hembra un lugar adecuado en el que desovar, con un sustrato blando como la arena, de varios centímetros de profundidad.
Puede efectuar hasta seis puestas por año, con una media de quince huevos por puesta. Los huevos son de cáscara blanca, esférica con una frágil cubierta. Los huevos se pueden incubar a 28-30 °C y necesitan entre 85 y 170 días para eclosionar. Al nacer las crías tienen un caparazón de 4.6 cm de largo, pesan unos 25 gramos y son de color amarillo-marrón.

## Alimentación
Es una especie exclusivamente herbívora adaptada en ambientes áridos. Necesita una dieta con un elevado contenido en fibra y con altos niveles de calcio, a base de hierbas del campo, como diente de león, llantén, tréboles y alfalfa, pero sobre todo también las plantas espinosas de hierbas secas. Su dieta es principalmente heno, unas pocas verduras frescas, hierbas, ensalada mixta de campo, achicoria, la endibia, alfalfa, flores de hibisco,, repollo, brócoli remolacha, canónigos, berros, y tubérculos en general. Las palas de chumbera y los higos chumbos son ideales porque contienen fibra y calcio. La proteína animal es nociva. La fruta no debe darse por contener demasiado azúcar y poco calcio, y le puede producir trastornos digestivos graves, diarrea y multiplicación de parásitos internos. La falta de fibra da lugar a problemas como la diarrea y la deshidratación, pérdida de peso, colapso del intestino, una mayor susceptibilidad a los parásitos intestinales y flagelados. 
También será recomendable que se les añada calcio a su alimento, para fortalecer sus huesos y su caparazón. Se deberá también tener en cuenta que necesitan tener a mano un cuenco con agua fresca. No debe tener más de 5 o 10 cm de profundidad, y el agua será renovada a diario. 
Altas dosis de proteínas o de fósforo junto con una exigua ingestión de calcio provocan deformaciones permanentes de la espaldar y daños en los órganos. Un síntoma evidente de mala alimentación es un espaldar con las escamas puntiagudas y estriadas en las suturas, un fenómeno conocido como piramidalización. En cambio, un espaldar liso y de forma ovalada indica una alimentación correcta.

## Etología

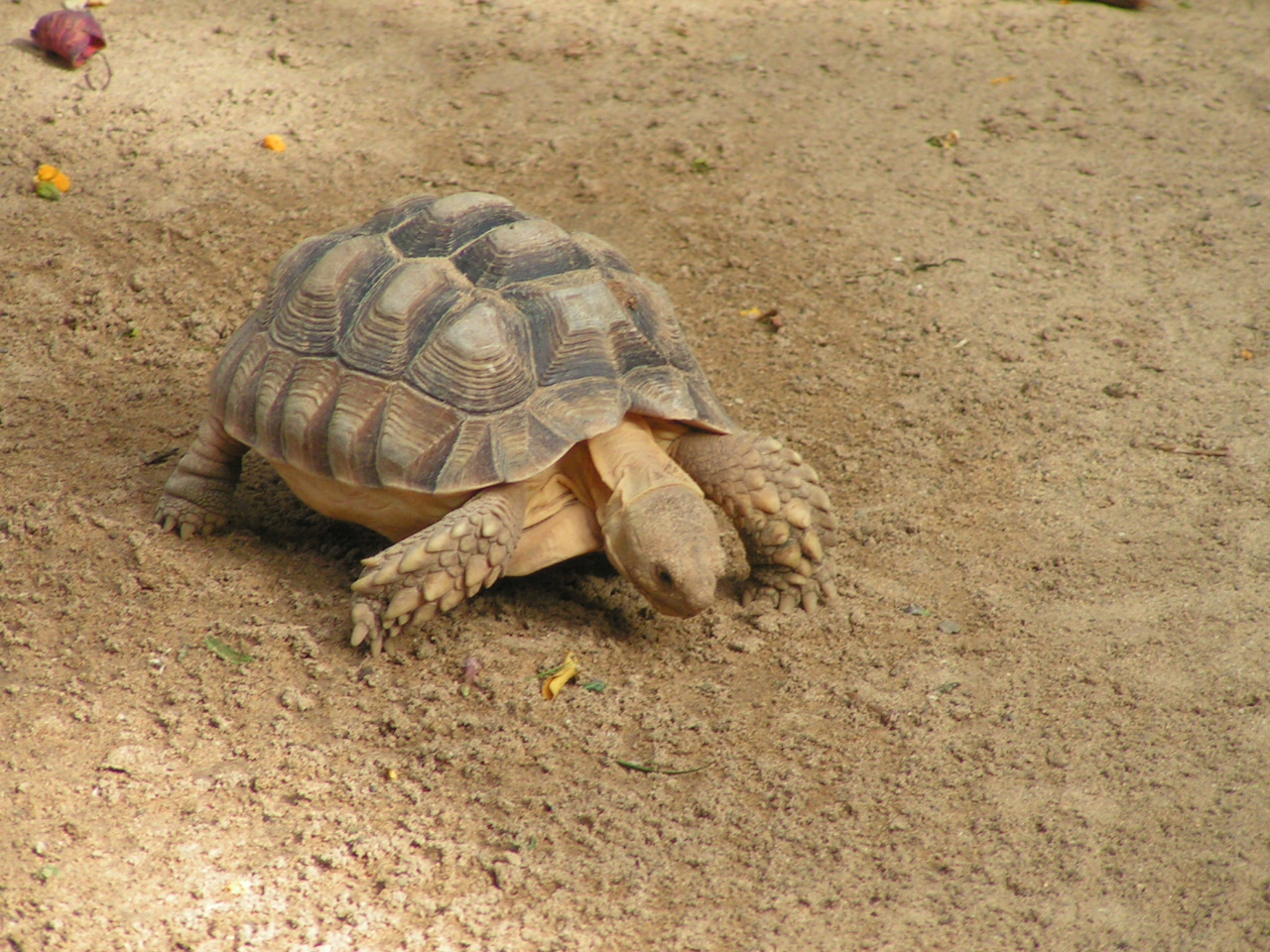
Tortuga sulcata en el Zoológico Oasis, La Lajita, Fuerteventura, España.

Teniendo en cuenta su gran tamaño, necesita mucho espacio. Es activa por la mañana y por la tarde, cuando hace demasiado calor se refugia en madrigueras o en cuevas. Son animales solitarios y territoriales que conviven con otras especies, los machos a menudo no aceptan ni siquiera la hembra fuera del período de apareamiento. Es una especie muy fuerte y resistente que pasa la mayor parte de su tiempo, exponiéndose a la luz solar, muy saludable para sus funciones metabólicas. Esta especie no hiberna ya que su clima es cálido durante todo el año.

## Mantenimiento en cautividad
La reproducción y cría en cautividad de Geochelone sulcata es relativamente fácil. Es una especie fuerte y fácil de criar, aunque necesita grandes cantidades de alimentos y un gran espacio. En el hemisferio norte, en los meses más cálidos, se puede mantener al aire libre en amplios recintos resistentes, por lo general resiste muy bien y sin problemas de abril a octubre. En los meses más fríos necesita amplios recintos interiores con calefacción. Necesita mucha luz directa y calor constante, no tolera el frío ni la humedad.
Necesita una ingesta adecuada de calcio que absorbe en grandes cantidades debido al rápido crecimiento y los rayos UVB para prevenir la aparición de osteodistrofia fibrosa. La fuente de UVB es necesario para la transformación de la vitamina D2 y la vitamina D3 y para el metabolismo del calcio. En el terrario hay que disponer de agua para que pueda beber y bañarse, el agua se puede insertar 2-3 veces a la semana para evitar que el contenido de humedad sea demasiado alto. En el terrario hay que disponer diversas lámparas UVB y lamparillas calentadoras, para crear una temperatura que vaya de los 22 °C de la zona más fría a los 31 °C del punto cálido.

## Conservación
Geochelone sulcata está muy afectada por la destrucción de su hábitat por la desertización y por la expansión de la agricultura y la ganadería. También es víctima de la caza, ya que es usada como alimento en muchos pueblos africanos. Actualmente se ha extinguido de la mayor parte de su antigua área de distribución, y sólo sobreviven pequeñas poblaciones aisladas en parques nacionales y en reservas de fauna. Actualmente tiene un centro de cría en cautividad, el SOPTOM de Senegal, y hay un programa de reintroducción. Legalmente está protegida por la Convención sobre el Comercio Internacional de Especies en Peligro de Washington y en el CITES en el Anexo II Apéndice B. 